# Talk Is Cheap
Talk Is Cheap är Keith Richards debutalbum som soloartist. Det lanserades 1988 på Virgin Records. Efter att ha blivit osams med Mick Jagger under inspelningarna av The Rolling Stones album Dirty Work bestämde sig Richards för att göra ett eget album. Han skrev alla låtar tillsammans med trummisen Steve Jordan. Flera musiker med Rolling Stones-anknytning medverkar på albumet. Mick Taylor gästar med gitarr på "I Could Have Stood You Up", och saxofonisten Bobby Keys spelar på två av albumets låtar. "Take It So Hard" släpptes som singel från skivan.

## Låtlista
1. "Big Enough" – 3:17
2. "Take It So Hard" – 3:11
3. "Struggle" – 4:10
4. "I Could Have Stood You Up" – 3:12
5. "Make No Mistake" – 4:53
6. "You Don't Move Me" – 4:48
7. "How I Wish" – 3:32
8. "Rockawhile" – 4:38
9. "Whip It Up" – 4:01
10. "Locked Away" – 5:48
11. "It Means a Lot" – 5:22

## Listplaceringar
- Billboard 200, USA: #24[1]
- UK Albums Chart, Storbritannien: #37[2]
- RPM, Kanada: #73[3]
- VG-lista, Norge: #16[4]
- Topplistan, Sverige: #12[5]